# ماریون گرینگ
ماریون گرینگ (انگلیسی: Marion Gering؛ ۹ ژوئن ۱۹۰۱ – ۱۹ آوریل ۱۹۷۷) یک کارگردان فیلم و کارگردان تئاتر زاده روسیه اهل ایالات متحده آمریکا بود.

## گزیده فیلمشناسی
- ۲۴ ساعت (۱۹۳۱)
- مادام باترفلای (۱۹۳۲)